# BLWG
De BLWG, afkorting van Bryologische en Lichenologische Werkgroep, is in 1946 opgericht als werkgroep van de KNNV. De werkgroep richt zich op de studie naar de (soortgroep van de) mossen (bryofyten) en korstmossen (lichenen). De BLWG is een zelfstandige vereniging met een bestuur en bureaumedewerkers en heeft ruim 420 leden, waaronder zowel beroepswetenschappers als hobbyisten. In 1955 werd aan de werkgroep de eerste Heimans en Thijsse Prijs uitgereikt.

## Tijdschrift
De BLWG geeft driemaal per jaar het tijdschrift Buxbaumiella uit. In dit tijdschrift staan artikelen over ecologisch en floristisch onderzoek aan mossen en korstmossen en nieuws uit de BLWG. Buxbaumiella verschijnt sinds 1972 als opvolger van Buxbaumia (genoemd naar Buxbaumia aphylla, kaboutermos). 
Samen met de Nordic Bryological Society (NBS) geeft de werkgroep het internationale wetenschappelijke tijdschrift Lindbergia uit met Engelstalige artikelen over mossen en korstmossen.

## Activiteiten
De BLWG organiseert en adviseert mensen in Nederland met interesse voor mossen en korstmossen. De vereniging stelt zich ten doel om de kennis van de Nederlandse mossen en korstmossen te vergroten. Verder wil zij dat de belangstelling voor mossen en korstmossen in natuurbeheer en natuurbescherming groter wordt.
De werkgroep organiseert activiteiten voor leden en publiek, waarbij het zoeken en op naam brengen van soorten centraal staat. Daarnaast verzamelt de BLWG verspreidingsgegevens, doet onderzoek, geeft adviezen over het beheer en de bescherming van mossen en korstmossen. Bij het onderzoek richt de BLWG extra aandacht op stuifzanden, natuursteen op dijken, oude muren en begraafplaatsen, oude bomen en hunebedden. 

## Bekende oud-leden
Prominente leden van de werkgroep waren o.a. Wim D. Margadant, die een belangrijke bijdrage leverde aan de vijfdelige "Index Muscorum" en die een belangrijke rol speelde in de popularisering van de mossenstudie door amateurs; filosoof, historicus en oud-CPN-voorzitter Ger Harmsen, die ook een boek over de geschiedenis van de BLWG en het (korst)mossenonderzoek in Nederland schreef en de hoogleraar Jan Barkman, naar wie de Prof. dr. J.J. Barkmanprijs vernoemd is, die door de BLWG kan worden toegekend aan leden die een belangrijke bijdrage aan de studie van mossen en korstmossen hebben geleverd.
Ereleden zijn Roelof van der Wijk † (benoemd in 1972), Sam Groenhuijzen † (1972), Koos Landwehr † (1985), Heinjo During (1991), Huub van Melick (1997), Henk Siebel (2018), en André Aptroot (2022).

## Deelname aan netwerkorganisatie
De BLWG maakt deel uit van SoortenNL, de netwerkorganisatie die vrijwel alle soortenorganisaties als lid heeft.